# Talpapellis beschiana
Talpapellis beschiana  is een zakjeszwam die parasitair leeft op korstmossen. Het leeft op Cladonia.

## Kenmerken
De conidioforen meten 11–70 × 3–6 μm en zijn (0−)1 tot 8 keer gesepteerd.. De conidia staan meestal in onvertakte ketens en meten 4–13 (–15) × 2–5 (–5,5) μm.

## Verspreiding
Talpapellis beschiana is een Europese soort. In Nederland komt de soort zeer zeldzaam voor.